# Online-Zusammenarbeit
Online-Zusammenarbeit – zuweilen auch unter dem Begriff „Virtuelle Zusammenarbeit“ kursierend – bezeichnet eine auf Internettechnologie basierte Form der Zusammenarbeit zwischen zwei oder mehreren Personen (Beispiel: eLearning, orts- und zeitunabhängige Interaktionen im Arbeitsalltag, ortsunabhängige Kommunikation zwischen Mitarbeiter und Kunde). Um eine solche netzbasierte Kommunikation und Interaktion zu ermöglichen, werden Softwaretools eingesetzt. Dabei unterscheidet man zwischen synchroner (gleichzeitig stattfindend wie VoiP-Telefonie, Instant Messaging etc.) und asynchroner Zusammenarbeit (zeitversetzt stattfindend wie E-Mail, aufgezeichnete Webinare etc.).

## Zielsetzung
Ziel der Online-Zusammenarbeit ist die Ermöglichung einer orts- und/oder zeitunabhängigen Kommunikation bzw. Interaktion zwischen zwei oder mehreren Personen. Die Gestaltung der Internet-basierten Zusammenarbeit bezieht sich dabei nicht nur auf eine berufliche digitale Interaktion in der Arbeitswelt, sondern auch auf alle persönlichen Online-Interaktionen, Online-Zusammenarbeitsformen und auf das Online-Lernen, sofern in einer miteinander im Austausch befindlichen Gruppe gelernt wird.
Durch Online-Zusammenarbeit sollen gegenüber der direkten zwischenmenschlichen Zusammenarbeit folgende vier Vorteile erzielt werden:
1. Zeit- und Geldersparnis
2. Qualitätsverbesserung
3. Innovationsförderung und/oder Entscheidungshilfe
4. Vereinfachung des Zugangs und der Interaktion mit Fachleuten

Um die Vorteile der Internet-basierten Zusammenarbeit zu ermöglichen und diese erfolgreich zu gestalten, gilt es drei kritische Faktoren zu berücksichtigen:
- „Menschen“ (Beziehungen, Vertrauen, Verhalten, Einstellung, Kultur): In der Internet-basierten Zusammenarbeit – wie auch in der direkten Zusammenarbeit – spielt der weiche Faktor „Mensch“ die Hauptrolle. Stimmt dieser, kann die Zusammenarbeit erfolgreich verlaufen. Stimmt dieser nicht, so kann sich rasch ein sog. „collaborative pain“ einstellen (Informationen werden nicht mehr offen geteilt, die Koordination der Zusammenarbeit wird ineffizient und ineffektiv).
- „Prozess“ (positive Hebelwirkung): Prozesse sind der Rahmen, in welchem Kollaboration stattfindet. Die Internet-basierte Zusammenarbeit zielt dabei vor allem auf eine Verkürzung von Prozesslaufzeiten ab. Anstelle persönlicher Interaktionen treten synchrone bzw. asynchrone Kommunikationswege, d. h. es werden Leerlaufzeiten abgebaut und die Produktivität der teilnehmenden Interaktionspartner steigt.
- „Technologie“ (gute User Experience, integriert und mit vielen Datenquellen verbunden): Internetbasierte Softwaretools sind im Rahmen der Online-Zusammenarbeit Dreh- und Angelpunkt orts- sowie zeitunabhängiger Kommunikation und Interaktion.

## Abgrenzung
- „On-Demand Collaboration“ (ODC): Online-Zusammenarbeit bietet zwar oft die Grundlage für moderne ODC-Formen in der Arbeitswelt, ist aber nicht mit dieser gleichzusetzen. Bei ODC handelt es sich vielmehr um eine ganz bestimmte Form der Arbeitsorganisation, nach welcher Mitarbeitende fließend zwischen Einzel- und Teamarbeit hin- und herwechseln.[5]
- „Learning Management Systems“ (LMS): E-Learning ist ein besonders prominentes Beispiel für Online-Zusammenarbeit. Davon abzugrenzen sind jedoch diejenigen Tools, die für das eigentliche Learning Management System eingesetzt werden: Diese unterstützen den Administrationsprozess für Lerninhalte und didaktische Hilfsmittel für das e-Learning[6], gehören selbst aber nicht in den Werkzeugkasten der netzbasierten Zusammenarbeit.
- „Agile Software Development“: Agile Entwicklungsmethoden werden in der Softwareentwicklung für örtlich voneinander getrennte Programmierer verwendet.[7] Eine solche Zusammenarbeit wird durch Online-Zusammenarbeits-Tools zwar erst möglich gemacht; jedoch bildet der agile-Ansatz keine Voraussetzung für Internet-basierte Zusammenarbeit.

## Technologie
Netzbasierte Zusammenarbeit ist eine Ausprägung des Web 2.0. Mittlerweile gibt es eine große Zahl von Softwaretools, welche der Welt der Online-Zusammenarbeit zugerechnet werden können. Diese Tools bezwecken in der Regel den synchronen und asynchronen Austausch von Informationen, Dokumenten, Bildern und anderen Dateien zwischen Gruppenmitgliedern eines Virtual Team Space (VTS). Sie ersetzen dadurch den physischen Treffpunkt bzw. persönlichen Austausch und ermöglichen dadurch eine sichere digitale Speicherung aktiv geteilter Unterlagen sowie die Anlage von Logs, welche aufführen, wer was wann gesagt bzw. getan hat und wer welche Dokumente geöffnet bzw. bearbeitet hat. Ein weiterer Vorteil ist die Versionierung von Dokumenten, auch wenn gleichzeitig mehrere Personen zeitgleich am selben Dokument arbeiten.

## Beispiele Softwaretools
Kategorienbeispiele für Softwaretools zur Internet-basierten Zusammenarbeit sind:
- Diskussions-/Bulletin-Boards
- Storyboard Systems[10]
- Content/Document Management-Systeme
- Distributed Project Management (DPM) Tools
- E-Rooms
- Groupware
- Intranets/Extranets
- Knowledge Management Tools
- Online Community Tools/Spaces
- Online-Portale
- Wikis
- MOOCs (Massive Open Online Courses)